# 19e cérémonie des National Television Awards
La 19e cérémonie des National Television Awards (NT Awards), a eu lieu le 22 janvier 2014, et a récompensé les meilleurs programmes diffusés à la télévision britannique.

## Palmarès

### Most popular serial drama
- Coronation Street
  - Emmerdale
  - Hollyoaks
  - EastEnders

### Most popular drama
- Doctor Who
  - Downton Abbey
  - Call the Midwife
  - Broadchurch

### Most newcomer
- Khali Best pour le rôle de Dexter Hartman dans EastEnders[2]
  - Anna Passey pour le rôle de Sienna Blake dans Hollyoaks
  - Michelle Hardwick pour le rôle de Vanessa Woodfield dans Emmerdale
  - Marc Baylis pour le rôle de Rob Donovan dans Coronation Street

### Most popular TV detective
- Benedict Cumberbatch pour le rôle de Sherlock Holmes dans Sherlock
  - Idris Elba pour le rôle de John Luther dans Luther
  - Suranne Jones pour le rôle de DC Rachel Bailey dans Scott and Bailey (Scott & Bailey)
  - Bradley Walsh pour le rôle de Ronnie Brooks dans Londres, police judiciaire (Law & Order: UK)
  - Olivia Colman pour le rôle du Detective Sergeant Ellie Miller dans Broadchurch
  - David Tennant pour le rôle du Detective Inspector Alec Hardy dans Broadchurch

### Most popular entertainment presenter
- Ant & Dec (en)
  - Keith Lemon
  - Alan Carr
  - Dermot O'Leary
  - Graham Norton

### Most popular daytime programme
- This Morning (en)
  - The Jeremy Kyle Show
  - Pointless
  - The Chase

### Most popular entertainment programme
- I’m a Celebrity... Get Me Out of Here!
  - Celebrity Juice (en)
  - Ant & Dec's Saturday Night Takeaway
  - The Graham Norton Show

### Most popular documentary
- Educating Yorkshire (en)
  - Penguins - Spy in the Huddle
  - Inside Death Row with Trevor McDonald
  - Paul O'Grady's Working Britain

### Most popular talent show
- Strictly Come Dancing
  - Britain's Got Talent
  - Dancing on Ice
  - The X Factor (Royaume-Uni)The X Factor
  - The Voice UK

### Most popular serial drama performance
- Julie Hesmondhalgh pour le rôle d'Hayley Cropper dans Coronation Street
  - Michelle Keegan pour le rôle de Tina McIntyre dans Coronation Street
  - David Neilson pour le rôle de Roy Cropper dans Coronation Street
  - Jessie Wallace pour le rôle de Kat Slater dans EastEnders

### Most popular drama performance
- Matt Smith pour le rôle du Dr Who dans Doctor Who
  - Maggie Smith pour le rôle de Violet Crawley dans Downton Abbey
  - Miranda Hart pour le rôle de Chummy Browne dans Call the Midwife
  - Martin Clunes (en) pour le rôle du Dr. Martin Ellingham dans Doc Martin (en)

### Most popular factual entertainment
- Paul O'Grady: For the Love of Dogs
  - The Great British Bake Off
  - An Idiot Abroad
  - Top Gear

### Most popular comedy
- Mrs. Brown's Boys
  - Derek
  - Miranda
  - The Big Bang Theory

### Landmark Award
- Ant & Dec